# Fred A. Huber Trophy
Il Fred A. Huber Trophy è stato un trofeo annuale assegnato alla squadra di hockey su ghiaccio dell'International Hockey League capace di totalizzare il maggior numero di punti alla conclusione della stagione regolare. Originariamente il trofeo fu intitolato J. P. McGuire Trophy, sponsor della lega nonché proprietario di un concessionario a Detroit. Nel 1954 si cambiò il nome intitolandolo a Fred A. Huber Jr., membro dello staff dei Detroit Red Wings. Il 24 settembre 2007 la seconda incarnazione della IHL rinominò la preesistente Tarry Cup in Huber Trophy in onore del trofeo originario.

## Vincitori
| J. P. McGuire Trophy | J. P. McGuire Trophy | J. P. McGuire Trophy |
| Stagione             | Squadra              | Punti                |
| -------------------- | -------------------- | -------------------- |
| 1946–47              | Windsor Gotfredsons  | 37                   |
| 1947–48              | Detroit Hettche      | 39                   |
| 1948–49              | Toledo Mercurys      | 48                   |
| 1949–50              | Sarnia Sailors       | 55                   |
| 1950–51              | Grand Rapids Rockets | 84                   |
| 1951–52              | Grand Rapids Rockets | 64                   |
| 1952–53              | Cincinnati Mohawks   | 90                   |
| 1953–54              | Cincinnati Mohawks   | 96                   |
| Fred A. Huber Trophy |                      |                      |
| Stagione             | Squadra              | Punti                |
| 1954–55              | Cincinnati Mohawks   | 81                   |
| 1955–56              | Cincinnati Mohawks   | 92                   |
| 1956–57              | Cincinnati Mohawks   | 101                  |
| 1957–58              | Cincinnati Mohawks   | 91                   |
| 1958–59              | Louisville Rebels    | 71                   |
| 1959–60              | Fort Wayne Komets    | 102                  |
| 1960–61              | Minneapolis Millers  | 102                  |
| 1961–62              | Muskegon Zephyrs     | 88                   |
| 1962–63              | Fort Wayne Komets    | 75                   |
| 1963–64              | Toledo Blades        | 86                   |
| 1964–65              | Port Huron Flags     | 91                   |
| 1965–66              | Muskegon Mohawks     | 97                   |
| 1966–67              | Dayton Gems          | 91                   |
| 1967–68              | Muskegon Mohawks     | 98                   |
| 1968–69              | Dayton Gems          | 91                   |
| 1969–70              | Muskegon Mohawks     | 100                  |
| 1970–71              | Muskegon Mohawks     | 91                   |
| 1971–72              | Muskegon Mohawks     | 100                  |
| 1972–73              | Fort Wayne Komets    | 99                   |
| 1973–74              | Des Moines Capitols  | 96                   |
| 1974–75              | Muskegon Mohawks     | 99                   |
| 1975–76              | Dayton Gems          | 104                  |
| 1976–77              | Saginaw Gears        | 91                   |
| 1977–78              | Fort Wayne Komets    | 97                   |
| 1978–79              | Grand Rapids Owls    | 109                  |
| 1979–80              | Kalamazoo Wings      | 99                   |
| 1980–81              | Kalamazoo Wings      | 114                  |
| 1981–82              | Toledo Goaldiggers   | 111                  |
| 1982–83              | Toledo Goaldiggers   | 113                  |
| 1983–84              | Fort Wayne Komets    | 112                  |
| 1984–85              | Peoria Rivermen      | 105                  |
| 1985–86              | Fort Wayne Komets    | 112                  |
| 1986–87              | Fort Wayne Komets    | 104                  |
| 1987–88              | Muskegon Lumberjacks | 126                  |
| 1988–89              | Muskegon Lumberjacks | 121                  |
| 1989–90              | Muskegon Lumberjacks | 116                  |
| 1990–91              | Peoria Rivermen      | 121                  |
| 1991–92              | Kansas City Blades   | 116                  |
| 1992–93              | San Diego Gulls      | 132                  |
| 1993–94              | Las Vegas Thunder    | 115                  |
| 1994–95              | Utah Grizzlies       | 120                  |
| 1995–96              | Las Vegas Thunder    | 122                  |
| 1996–97              | Detroit Vipers       | 122                  |
| 1997–98              | Long Beach Ice Dogs  | 115                  |
| 1998–99              | Houston Aeros        | 121                  |
| 1999-00              | Chicago Wolves       | 114                  |
| 2000–01              | G. Rapids Griffins   | 113                  |